# پانگکاه
پانگکاه (اندونزیایی: Pangkah) شهری در استان جاوه مرکزی کشور اندونزی است. جمعیت این شهر بر اساس سرشماری سال ۱۹۹۰ میلادی، ۶۳٫۷۴۳ نفر و بر اساس سرشماری سال ۲۰۰۰ میلادی، ۹۴٫۷۴۰ بوده که در سال ۲۰۰۷ میلادی به ۱۲۱٫۷۷۱ نفر افزایش یافته‌است.